# Les aliments Dare
 (juin 2023).
Si vous disposez d'ouvrages ou d'articles de référence ou si vous connaissez des sites web de qualité traitant du thème abordé ici, merci de compléter l'article en donnant les références utiles à sa vérifiabilité et en les liant à la section « Notes et références ».
Pour les articles homonymes, voir Dare.
Les aliments Dare ((en) Dare Foods), est une entreprise privée canadienne de produits alimentaires. Avec sept usines de production au Canada et aux États-Unis, leurs produits sont distribués à travers l'Amérique du Nord et dans 25 autres pays.
Le fondateur de Dare Foods, Charles H. Doerr, commença en 1892 en produisant et vendant des biscuits et friandises dans une petite épicerie de Kitchener (auparavant Berlin) en Ontario. En 1919, la création de la C.H. Doerr Company permis la distribution de produits à travers l'Ontario. En 1941, le petit-fils du fondateur, Carl Doerr, repris en main l'entreprise et changea pour le nom actuel. L'exportation commença aux États-Unis en 1956.

## Produits
Dare est connu pour avoir adopté les emballages de type tin tie (à languette) pour ses emballages à biscuits et ainsi permettre d'assurer la conservation plus longue. Ce type d'emballage devient graduellement le standard en matière d'emballage de biscuits au Canada.

### Liste des produits
1. Biscuits Dare Suprême crème à l’Érable
2. Petit beurre
3. Pattes d'ours
4. Viva Puffs
5. Whippets
6. Wagon Wheels
7. Breton
8. Vinta
9. RealFruit Gummies and RealFruit Minis
10. Maxi Fruit
11. Melba toast
12. Breaktime Chocolate Chip Cookies
13. Pattes d'ours Cereal and Fruit
14. Pattes d'ours Crackers
15. Baguettes Bites
16. Petits plaisirs
17. Ti-coq
18. Météo
19. Veggie crisps